# Fendi (chanson)
Pour les articles homonymes, voir Fendi (homonymie).
Singles de Ninho
Coffrer
(2018) PGP
(2018)
Fendi est un single du rappeur français Ninho, sorti le 30 mars 2018 et extrait de l'album M.I.L.S 2.0.

## Contexte
Il s'agit de la deuxième piste du projet. Elle dure 3 minute et 30 secondes. Le composition de la chanson est assuré par le beatmaker SNK music production.
Entre autres, le titre de la chanson fait référence à la marque italienne Fendi

## Réception
Dès sa sortie, Fendi s'impose comme l'un des titres majeur de la mixtape. Il fait son entrée dans le Top streaming en France directement à la 4e position.
Il est certifié single de platine en avril 2019 pour plus de 30 millions d'écoute en streaming puis single de diamant en mars 2021 avec plus de 50 millions de streaming.

## Clip
Le clip sorti 19 septembre 2018 est réalisé en Italie, il met en lumière Ninho en compagnie du rappeur Capo Plaza au bord d'une Maserati, à la piscine et à côté d'une villa.

## Classements
| Classements (2019) | Meilleure position |
| ------------------ | ------------------ |
| France (SNEP)      | 4                  |

## Certification
| Pays   | Organisme | Certification | Seuil       |
| ------ | --------- | ------------- | ----------- |
| France | SNEP      | Diamant       | 50 millions |